# Ritratto di Vespasiano Gonzaga (Campi)
Il Ritratto di Vespasiano Gonzaga è un dipinto a olio su tela (60x51 cm) attribuito a Bernardino Campi, databile al 1582 circa e conservato in una collezione privata.

## Storia
Vespasiano Gonzaga (1531-1591) era un nobile italiano e duca di Sabbioneta. Era figlio di Luigi Gonzaga "Rodomonte" (1500-1532) e di Isabella Colonna.